# 神舟航天乐园
神舟航天乐园有限公司（简称神舟航天乐园，港交所除牌前：0692.HK），原名中國家居控股有限公司（簡稱中國家居控股、中國家居），在1975年，由姚正安（前主席）於香港（總部）成立「正興紡織印染廠有限公司」。
該公司前身為「正興（集團）有限公司」，以及「寶源控股有限公司」。現主席為金子寛（Kaneko Hiroshi）。
業務在香港和全球經營銷售和生產布料、成衣及其他相關配飾；家居（2012年10月，以6000萬港元收購「Chang Ye Holdings Limited」，「Chang Ye Holdings」資產包括「中山市普納度風尚家居有限公司」）及家裝、鐵鈦勘探、開發及開採及融資業務。
該公司股份在2000年1月19日於港交所主板上市。招股價為1.1港元，發行新股為2500萬股，集資額為2750萬港元。
2014年，東方證券股份有限公司旗下東方金融控股(香港)有限公司前研究部主管龔悅悅，被廉政公署拘捕，指在3月19日，無合法權限或合理辯解，接受一名人士提供的10萬港元，作為該公司有利的估值報告的報酬。該報告預測目標價介乎每股1.8至2港元，指示該分析員將該3份估值報告初稿交予該名與被告相關的人士，其後調整至2.6港元。直至2015年2月25日，東區裁判法院作出裁決，裁定龔悅悅被控1項代理人接受利益罪名成立，觸犯《防止賄賂條例》第9(1)(a)條，入獄1年。

## 外部連結
- chh.hk
- chh692.com
- pradostyle.com （页面存档备份，存于）